# Lijst van voetbalinterlands Canada - Hongarije
Deze lijst van voetbalinterlands is een overzicht van alle officiële voetbalwedstrijden tussen de nationale teams van Canada en Hongarije. De landen speelden tot op heden twee keer tegen elkaar. De eerste ontmoeting, een groepswedstrijd tijdens het Wereldkampioenschap voetbal 1986, werd gespeeld in Irapuato (Mexico) op 6 juni 1986. Het laatste duel, een vriendschappelijke wedstrijd, vond plaats op 15 november 2006 in Székesfehérvár.

## Wedstrijden
| № | Plaats         | Datum            | Competitie        | Wedstrijd          | Uitslag |
| - | -------------- | ---------------- | ----------------- | ------------------ | ------- |
| 1 | Irapuato       | 6 juni 1986      | WK 1986           | Hongarije – Canada | 2 – 0   |
| 2 | Székesfehérvár | 15 november 2006 | Vriendschappelijk | Hongarije – Canada | 1 – 0   |

## Samenvatting
| Competitie        | Totaal gespeeld | Winst Canada | Gelijk | Winst Hongarije | Doelsaldo Canada – Hongarije |
| ----------------- | --------------- | ------------ | ------ | --------------- | ---------------------------- |
| WK-eindronde      | 1               | 0            | 0      | 1               | 0 − 2                        |
| Vriendschappelijk | 1               | 0            | 0      | 1               | 0 − 1                        |
| Totaal            | 2               | 0            | 0      | 2               | 0 − 3                        |

Wedstrijden bepaald door strafschoppen worden, in lijn met de FIFA, als een gelijkspel gerekend.

## Details

### Tweede ontmoeting
| Vriendschappelijk (Székesfehérvár, Hongarije, 15 november 2006): |       |        |
| Hongarije | 1 – 0 | Canada |
| Tamás Priskin 36' | goals |        |
| - Debuut van Ádám Vass (Stoke City), István Rodenbücher (MTK Boedapest), György Sándor (Újpest FC), Ádám Hrepka (MTK Boedapest) en Balázs Farkas (Dynamo Kyiv) voor Hongarije. |       |        |